# علی بن جعفر صادق
علی بن جعفر صادق، یکی از فرزندان جعفر صادق است که به عنوان یکی از مهم‌ترین راویان حدیث در تشیع شناخته می‌شود. وی پنج امام شیعه را درک کرده و از سه تن از آنان نقل حدیث نموده‌است. کتاب مسائل وی، از مصادر کتاب مهم بحارالانوار در نزد شیعیان است.

## زندگانی
بنابر برخی روایات در منابع شیعی، وی به سال ۱۲۹ یا ۱۳۰ ه‍.ق به دنیا آمده‌است. وی پدرش، جعفر صادق را در سن ۱۸ سالگی به سال ۱۴۸ از دست داد. وی که کوچک‌ترین فرزند جعفر صادق بود، پس از مرگ پدرش، در نزد برادرش موسی کاظم رشد کرد و تعالیم موسی کاظم بر وی اثر گذاشت. وی را به جهت انتساب به خاندان بنی‌هاشم، به نام‌های هاشمی، علوی و حسینی خوانده می‌شد و به جهت زندگی در مدینه، مدنی نام گرفته بود. او و فرزندانش را عریضی نیز می‌خواند. جهت این تسمیه، زندگانی وی در منطقه عریض، در نزدیکی مدینه بود. وی دوران امامان شیعه بسیاری را درک کرده‌است؛ از جمله: جعفر صادق، موسی کاظم، علی بن موسی، محمد تقی و علی نقی.
از وی دربارهٔ علت خشم هارون بر موسی کاظم، روایتی منقول است که وقتی یکی از نوادگان جعفر صادق، قصد سفر به بغداد را کرد، به جهت خداحافظی به همراه علی بن جعفر، به دیدار موسی کاظم رفت. در این دیدار موسی کاظم سه مرتبه به برادرزاده خویش، سفارش کرد که از خونش را محترم شمرد. در نهایت، برادرزاده پس از عزیمت به بغداد، نزد هارون رفته و با او مراوده و سخنی گفت که سبب شد تا هارون بر موسی کاظم خشم گرفته و در نهایت وی را دستگیر، مسموم و به قتل برساند. در جای دیگر از سفرهای چندباره خویش به همراه موسی کاظم به حج خبر می‌دهد و تعداد حج‌های به جا آورده خود را چهار حج پیاده ذکر می‌کند.
از مسائلی که در زندگانیِ علی بن موسی الرّضا در منابع یاد شده، انکارِ نسبتِ پدری–فرزندیِ علی بن موسی الرّضا و محمد تقی است. خاستگاهِ این شبهه، فاصلهٔ زمانیِ ۳۰ ساله بین ازدواجِ علی بن موسی و تولدِ محمد تقی است. همین شبهه سبب شد تا بعضی به امامتِ علی بن موسی الرّضا شک کنند؛ چراکه معتقد بودند امام باید صاحبِ فرزند باشد. دلیلِ دیگرِ این انکار، تفاوتِ رنگِ پوستِ بین این پدر و فرزند بود؛ آن‌طور که منابع منعکس کرده‌اند، رنگِ پوستِ محمد تقی به‌مقدارِ زیادی تیره بوده‌است. بنابر گزارشی که کُلَیْنی در کافی نقل می‌کند، علی بن جعفر با اعتراف بر ظلمی که خود به‌همراهِ عموها و برادرانِ علی بن موسی الرّضا بر وی روا داشته‌اند، داستان را این‌گونه شرح می‌دهد که وقتی رنگِ دگرگونِ محمد تقی را دیدیم، به علی بن موسی الرّضا شکایت بردیم که در میانِ خاندان ما، امامی که رنگش دگرگون باشد، نبوده‌است و علی بن موسی پاسخ داد این فرزند، زادهٔ من است. اما خویشانِ علی بن موسی الرّضا به این حرف، قانع نشدند و تقاضای داوریِ قیافه‌شناس را مطرح کردند. علی بن موسی مباشرت در چنین کاری را رد کرد، ولی آنان را مختار قرار داد که هرچه می‌خواهند انجام دهند. در نهایت در روزی مشخص، همگان جمع شدند و برای اطمینانِ بیشتر، بر علی بن موسی الرّضا لباسِ مبدل تن کرده و با صحنه‌سازی، او را باغبانِ خانه معرفی کردند و به وی گفتند در باغ مشغولِ کار شود، سپس همگی در اتاق جمع شدند. در نهایت قیافه‌شناس، بررسی‌های خود را انجام داد و اعلام کرد که پدرِ این فرزند در اتاق نیست، اما عموهای این فرزند و عموهای پدرش در اینجا حاضر هستند؛ سپس اعلام کرد که اگر کسی پدر این فرزند باشد، آن باغبانی است که ردِّ پایش را در باغچه دیده‌ام. با این سخنِ قیافه‌شناس، همگی به اشتباه خود پی‌برده و به امامتِ محمد بن علی اقرار کرده و از علی بن موسی الرّضا عذر خواستند.

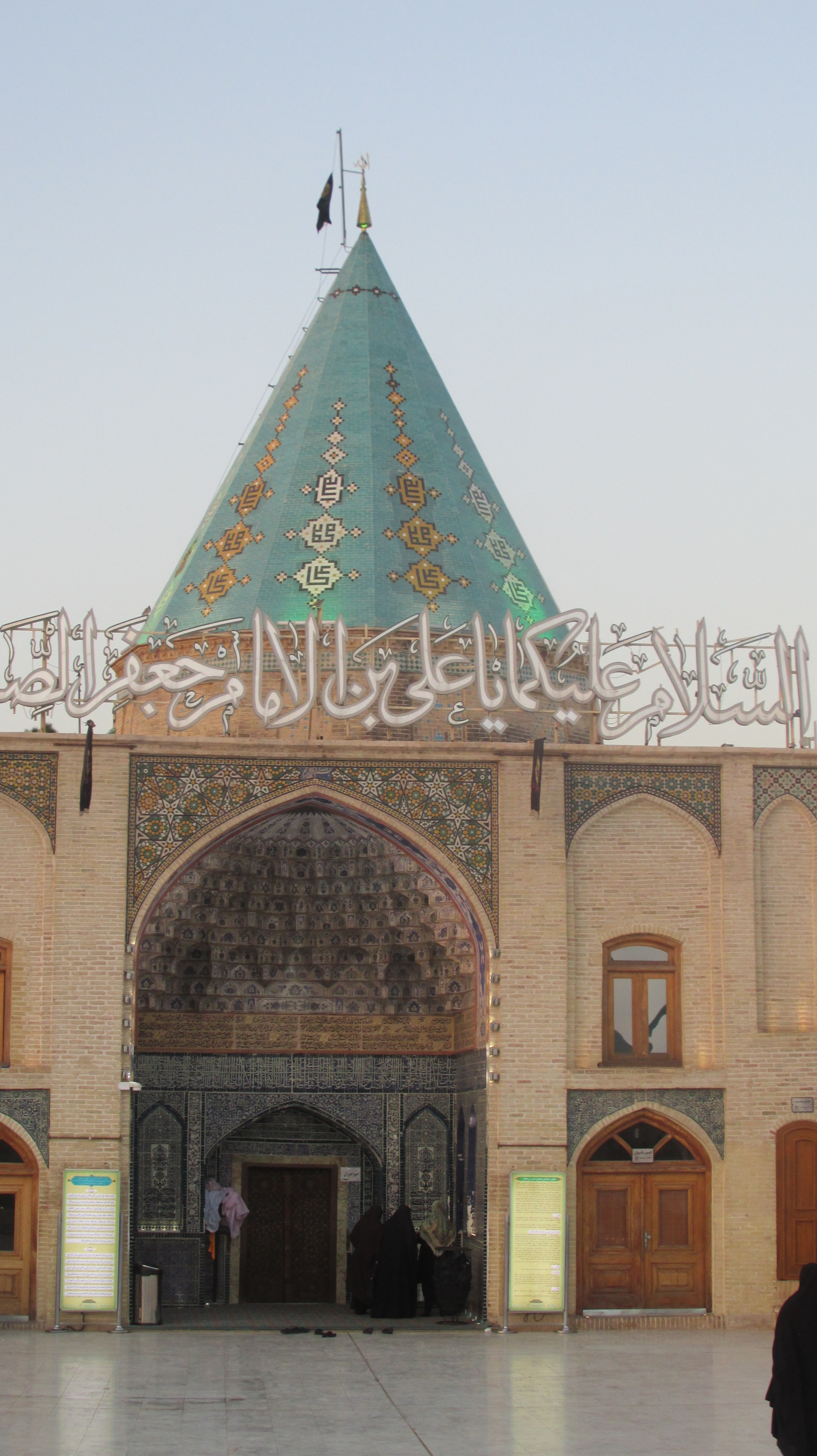
عکسی از مرقدی منسوب به علی بن جعفر در قم

درگذشت وی را تاریخ نگاران به اختلاف نقل کرده‌اند. برخی به تاریخ ۲۱۰ دانسته‌اند. گروهی دیگر ۲۲۰ را سال درگذشت دانسته و نقلی دیگر ۲۵۲ را سال دانسته‌است. وی در منطقه عریض در نزدیکی مدینه دفن شده و به نقل از برخی جهانگردان، دارای بارگاهی نیز بوده‌است. با این حال مزاری در قم به علی بن جعفر اختصاص دارد. مرقد دیگری نیز در سمنان به وی منسوب است. با این حال، محدث قمی این قول را باطل و مرقد او را در عریض مدینه می‌داند.

## شاگردان
بیش از چهل راوی از وی نقل روایت کرده‌اند، از جمله آنها:
- احمد بن علی بن جعفر (فرزندش)
- احمد بن محمد بن ابی‌نصر بزنطی
- اسحاق بن محمد بن اسحاق بن جعفر
- اسحاق بن موسی بن جعفر (فرزند برادرش)
- اسماعیل بن محمد بن اسحاق بن جعفر (فرزند پسر برادرش)
- حسن بن علی بن عثمان بن علی بن حسین بن علی بن ابیطالب
- حسین بن زید بن علی بن الحسین
- حسین بن موسی بن جعفر (پسر برادرش)
- عبدالعظیم حسنی
- زید بن علی بن الحسین
- عبدالله بن حسن بن علی بن جعفر (نواده وی)
- عمرکی بن علی بوفکی خراسانی
- محمد بن علی بن جعفر (فرزندش)
- نصر بن علی جهضیمی

## آثار
از مهم‌ترین آثار به یادگار مانده از وی، کتاب مسائل علی بن جعفر است که به یکی از مصادر بحارالانوار است. همچنین کتاب‌های دیگری نیز به وی منسوب است.